# Pierre-Alain Frau
Pierre-Alain Frau (Montbéliard, 15 aprile 1980) è un procuratore sportivo ed ex calciatore francese, di ruolo attaccante.

## Palmarès
- Coppa di Lega francese: 2

Sochaux: 2003-2004
Paris Saint-Germain: 2007-2008
- Supercoppa francese: 2

Lione: 2004, 2005
- Campionato francese: 2

Lione: 2004-2005
Lilla: 2010-2011
- Coppa Intertoto UEFA: 1

Lens: 2005
- Coppa di Francia: 1

Lilla: 2010-2011